# پایی لای در: بهترین‌های پینک فلوید
| بررسی انتقادی | بررسی انتقادی |
| منبع          | رتبه‌بندی      |
| ------------- | ------------- |
| آل‌میوزیک      | [ ۱ ]         |

پایی در لای در: بهترین‌های پینک فلوید (به انگلیسی: A Foot in the Door – The Best of Pink Floyd) نام یک آلبوم گردآوری‌شده از گروه موسیقی پراگرسیو راک بریتانیایی، پینک فلوید، است که در یک سی دی و به‌عنوان قسمتی از کمپین چرا پینک فلوید...؟ منتشر شده‌است.

## لیست آهنگ‌ها
| شماره | نام                                                 | نویسنده(ها)                             | آلبوم اصلی                                    | مدت   |
| ----- | --------------------------------------------------- | --------------------------------------- | --------------------------------------------- | ----- |
| ۱.    | «آهای تو»                                           | راجر واترز                              | دیوار                                         | ۴:۴۰  |
| ۲.    | «نواختن امیلی را ببین»                              | سید برت                                 | تک آهنگ است و در آلبوم یادگاره‌ها هم قرار دارد | ۲:۴۸  |
| ۳.    | «شادترین روزهای زندگی‌های ما»                        | واترز                                   | دیوار                                         | ۱:۳۲  |
| ۴.    | «آجری دیگر در دیوار (بخش دوم)»                      | واترز                                   | دیوار                                         | ۳:۴۸  |
| ۵.    | «دودی بگیر»                                         | واترز                                   | کاش این‌جا بودی                                | ۵:۰۸  |
| ۶.    | «کاش اینجا بودی»                                    | دیوید گیلمور، واترز                     | کاش اینجا بودی                                | ۵:۰۵  |
| ۷.    | «زمان» (ویرایش جزئی)                                | گیلمور، نیک میسن، واترز، ریچارد رایت    | نیمه تاریک ماه                                | ۶:۲۰  |
| ۸.    | «کنسرتی بزرگ در آسمان»                              | رایت، کلیر توری                         | نیمه تاریک ماه                                | ۴:۳۶  |
| ۹.    | «پول»                                               | واترز                                   | نیمه تاریک ماه                                | ۶:۳۴  |
| ۱۰.   | «بی‌حس و راحت»                                       | گیلمور، واترز                           | دیوار                                         | ۶:۱۹  |
| ۱۱.   | «امیدهای زیاد» (ویرایش جزئی)                        | گیلمور، پالی سمسون                      | زنگ دسته‌بندی                                  | ۶:۵۵  |
| ۱۲.   | «آموختن پرواز»                                      | گیلمور، آنتونی مور، باب ازرین، جان کرین | لغزش آنی در عقل                               | ۴:۴۹  |
| ۱۳.   | «خانه یادگاری فلچر»                                 | واترز                                   | برش نهایی                                     | ۴:۱۱  |
| ۱۴.   | «بدرخش ای الماس مجنون» (ویرایش جزئی، بخش‌های ۱ تا ۵) | رایت، واترز، گیلمور                     | کاش این‌جا بودی                                | ۱۱:۰۵ |
| ۱۵.   | «آسیب مغزی»                                         | واترز                                   | نیمه تاریک ماه                                | ۳:۴۶  |
| ۱۶.   | «کسوف» (ویرایش جزئی)                                | واترز                                   | نیمه تاریک ماه                                | ۱:۵۳  |

### نمودارهای پایان سال
| نمودار فروش آلبوم‌های دانمارک | ۴۷ |